# Série 92 SNCB
La série 92 est une série de vingt cinq locotracteurs commandée par la SNCB à la Brugeoise et Nivelles à la suite de l'annulation d'un projet d'autorail pour lesquels les moteurs avaient déjà été acquis (certains de ces moteurs seront également utilisés dans les autorails de la série 40).
Deux exemplaires sont conservés : l'un comme monument à l'atelier central SNCB de Salzinnes (Namur) et l'autre par l'association de préservation Patrimoine Ferroviaire et Tourisme au dépôt de Saint-Ghislain